# Distretto di Huañec
Il distretto di Huañec è uno dei trentatré distretti della provincia di Yauyos, in Perù. Si trova nella regione di Lima e si estende su una superficie di 37,54 chilometri quadrati.
Ha per capitale la città di Huañec.